# خورخه والدیویا

خورخه والدیویا (اسپانیایی: Jorge Valdívia‎؛ زاده ۱۹ اکتبر ۱۹۸۳) یک بازیکن فوتبال اهل شیلی است. او از بهترین بازیکنان با پیراهن شماره ۱۰ در تاریخ می‌باشد

## تیم ملی
وی همچنین در تیم ملی فوتبال شیلی بازی کرده‌است.